# Escuts i banderes del Racó d'Ademús

Escut de la Mancomunitat del Racó d'Ademús

Els escuts i banderes del Racó d'Ademús són el conjunt de símbols que representen els municipis d'aquesta comarca. En aquest article s'hi inclouen els escuts i les banderes oficialitzats per la Generalitat Valenciana i els que se van aprovar per l'administració de l'Estat abans de les transferències a la Generalitat Valenciana, així com altres que no han estat oficialitzats.
La Mancomunitat del Racó d'Ademús, que integra tots els municipis de la comarca, compta amb un escut oficial que la representa, aprovat el 12 de febrer de 2004.

## Escuts oficials

Escut d'Ademús Modificat el 30 de novembre de 2016.
Escut de Cases Altes Aprovat el 21 de març de 2000[3] i modificat el 27 de juliol de 2016.
Escut de Cases Baixes Aprovat el 18 de gener de 2000.
Escut de Castielfabib Reahabilitat el 30 d'octubre de 2014.
Escut de Torre Baixa Modificat el 21 d'abril de 2004.
Escut de Vallanca Aprovat el 4 de desembre de 2007.

## Escuts sense oficialitzar

Escut de la Pobla de Sant Miquel

## Banderes oficials

Bandera de Cases Altes Aprovada el 5 de juliol de 2017.